# Оселедцевий король
Оселе́дцевий коро́ль, або ри́ба-ре́мінь (Regalecus) — рід морських риб із родини оселедцевих королів (Regalecidae), ряду лампридоподібних (Lampriformes).

## Види
Містить три види:
- Regalecus glesne Ascanius, 1772 — Оселедцевий король чубатий
- Regalecus kinoi Castro-Aguirre, Arvizu-Martinez & Alarcón-Gonzalez, 1991
- Regalecus russelii (Cuvier, 1816) — Оселедцевий король тихоокеанський